# HD 130557
HD 130557，又名BD-00 2886，SAO 140152、HR 5522，是一颗恒星，视星等为6.14，位于銀經353，銀緯50.25，其B1900.0坐标为赤經14h 43m 45.8s，赤緯-0° 50.25′ 54″。